# Paterdecolyus
Paterdecolyus is een geslacht van rechtvleugeligen uit de familie Anostostomatidae. De wetenschappelijke naam van dit geslacht is voor het eerst geldig gepubliceerd in 1913 door Griffini.

## Soorten
Het geslacht Paterdecolyus omvat de volgende soorten:
- Paterdecolyus carli Griffini, 1911
- Paterdecolyus carnarius Gorochov, 1998
- Paterdecolyus chopardi Karny, 1932
- Paterdecolyus dubius Würmli, 1973
- Paterdecolyus femoratus Pictet & Saussure, 1893
- Paterdecolyus genetrix Sugimoto & Ichikawa, 1998
- Paterdecolyus murayamai Sugimoto & Ichikawa, 1998
- Paterdecolyus panteli Griffini, 1913
- Paterdecolyus yanbarensis Oshiro, 1995